# Iranocichla hormuzensis
Genre
Espèce

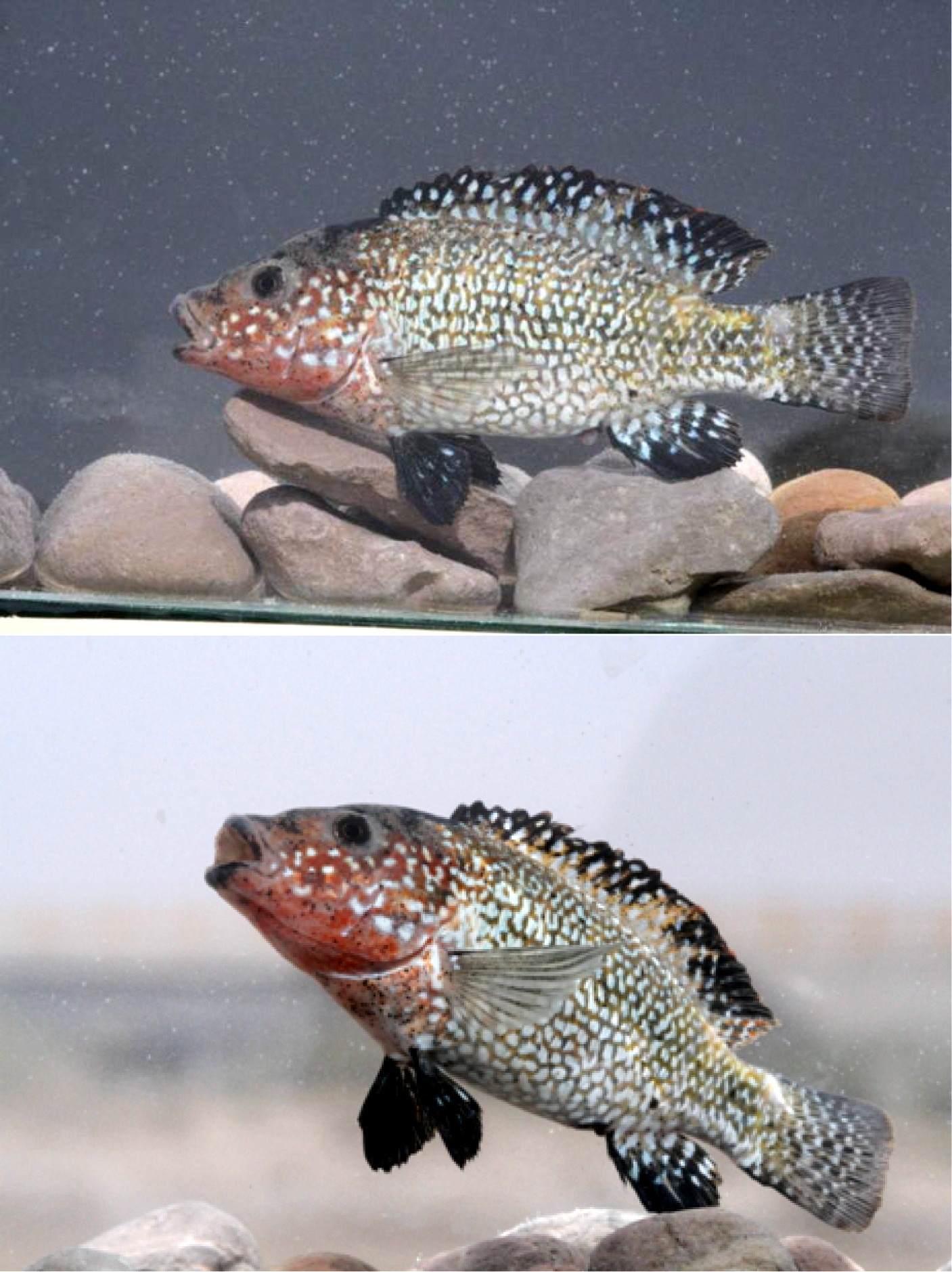

Iranocichla hormuzensis est une espèce de poissons, la seule du genre Iranocichla. Il se rencontre en Iran, dans la province d'Hormozgan. Cette espèce est un des très rares Cichlidae que l'on rencontre hors des continents africain et américain.

## Maintenance
C'est une espèce à maintenir dans une eau légèrement saumâtre.

## Alimentation
Iranocichla est une espèce de poissons végétariens.

## Reproduction
Iranocichla hormuzensis est un incubateur buccal maternel, c'est donc la femelle qui garde et couve les œufs et larves dans sa bouche, pendant environ trois semaines.

### GenreIranocichla
- (en) Catalogue of Life : Iranocichla (consulté le 11 décembre 2020)
- (en) FishBase : liste des espèces du genre Iranocichla (site miroir)
- (fr + en) ITIS : Iranocichla Coad, 1982
- (en) WoRMS : Iranocichla (+ liste espèces)
- (en) NCBI : Iranocichla (taxons inclus)

### EspèceIranocichla hormuzensis
- (en) Catalogue of Life : Iranocichla hormuzensis Coad, 1982
- (en + fr) FishBase : espèce Iranocichla hormuzensis Coad, 1982  (+ traduction) (+ noms vernaculaires 1 & 2)
- (fr + en) ITIS : Iranocichla hormuzensis Coad, 1982
- (en) WoRMS : espèce Iranocichla hormuzensis Coad, 1982
- (en) NCBI : Iranocichla hormuzensis (taxons inclus)